# Succinitaxus brevis
Genre
Succinitaxus brevis est une espèce fossile d'araignées aranéomorphes de la famille des Synotaxidae.

## Distribution
Cette espèce a été découverte en Russie dans de l'ambre de la mer Baltique, en Ukraine dans de l'ambre de Rivne et en Allemagne en Saxe-Anhalt dans de l'ambre de Bitterfeld. Elle date du Paléogène.

## Description
Le mâle holotype mesure 1,25 mm.

## Systématique et taxinomie
Cette espèce a été décrite par Wunderlich en 2004.

## Publication originale
- Wunderlich, 2004 : « The fossil spiders (Araneae) of the family Synotaxidae in Baltic amber. » Beiträge zur Araneologie, vol. 3, p. 1189-1239.